# Eleições presidenciais na Guiné-Bissau em 2009
As eleições presidenciais guineenses de 2009 foram realizadas em 28 de junho na primeira volta e em 26 de julho na segunda volta. O pleito foi marcado em decorrência do assassinato do então presidente do país, João Bernardo Vieira. Segundo a Comissão Nacional de Eleições (CNE), 593.765 eleitores tiveram a opção entre 11 candidatos. Estavam distribuídas 2.500 mesas de voto pelas oito regiões do país e Setor Autónomo de Bissau, as secções abriram às 7h00 locais e encerram às 17h00.

## Campanhas
A campanha eleitoral ocorreu sem violência física, porém alguns candidatos não pouparam palavras acusando algumas figuras políticas de serem os autores morais dos assassinatos de Nino Vieira, Tagme Na Wie, Chefe de Estado-Maior General, Baciro Dabó. Foi considerada como uma das mais pobres campanhas da história da democracia do país, sem vida e sem entusiasmo, abalada pelas mortes de duas altas figuras da política guineense, Helder Proença e Baciro Dabó, abatidos dois dias antes do início da campanha, uma situação que retraiu os eleitores e as máquinas partidárias

## Esquema de segurança
O país fechou todas as suas fronteiras durante a votação. Entre a meia-noite de 27 de junho, até à meia-noite de 28, as fronteiras terrestres, marítimas e aéreas ficaram fechadas, e foi proibida a circulação de viaturas sem autorização prévia da CNE ou do ministério da Administração Interna, o que justifica as medidas como um meio de "garantir a segurança de todos no dia do escrutínio", como foi informado por um dos militares. Cerca de 3.900 polícias e militares foram colocados em todo o território até à publicação oficial dos resultados. Todos os candidatos foram acompanhados por dois elementos da polícia de intervenção rápida, porém alguns candidatos insistem em manter a sua segurança pessoal fortemente armada.

## Resultados e participação – primeira volta
A participação foi consierada baixa; um dos motivos apontados seria o medo da violência política que assusta o país. A primeira volta foi ganha por Malam Bacai Sanha, com 39,53% dos votos, diante do ex-presidente Kumba Yalá, que conseguiu 29,42% dos votos.

## Resultados e participação – segunda volta
A abstenção ficou em torno de 39%. Pelo menos 140 observadores eleitorais internacionais da União Africana, da União Europeia, da Comunidade Económica dos Estados da África Ocidental e da Comunidade dos Países de Língua Portuguesa foram enviados ao país para vigiar as votações.
O candidato do partido do governo, Malam Bacai Sanhá, venceu a segunda volta, com 63,52% dos votos, contra o rival Kumba Ialá. Sanhá, que representa o maior partido do parlamento, o Partido Africano para a Independência da Guiné e Cabo Verde (PAIGC), e Ialá já lideraram anteriormente a nação. Eleitores em Bissau expressaram esperanças de que se encerrem décadas de violência, golpes de estado e disputas de poder que o país suportou desde a independência, mas o novo presidente deve negociar com um exército poderoso e intervencionista.